# Nesohedyotis
Nesohedyotis  es un género monotípico de plantas con flores de la familia de las rubiáceas. Incluye una sola especie: Nesohedyotis arborea (Roxb.) Bremek. (1952). Es nativa de la Isla Santa Elena.

## Descripción
Es un árbol, que se encuentra en lugares húmedos de helechos entre matorrales en la cordillera central a 700 m de altura. Es un buen interceptor de la niebla, el agua se condensa en las hojas y cae al suelo debajo del árbol a través del goteo desde la punta de las hojas. Las plántulas se encuentra  entre los troncos de los helechos arborescentes. La principal temporada de florecimiento transcurre desde febrero hasta mayo. Los árboles son dioicos: las flores femeninas son completamente estériles, pero las masculinas pueden producir pequeñas cantidades de semillas. La proporción de sexos de los árboles adultos de 3:2 a favor de los varones, debido a una mayor asignación de recursos en la supervivencia vegetativa (Percy y Cronk 1997). La polinización de las flores es realizada por pequeñas avispas, como la endémica Loveridgeana beattiei, que se considera un polinizador importante. 

## Taxonomía
Nesohedyotis arborea fue descrita por (Roxb.) Bremek. y publicado en Verhandelingen der Koninklijke Nederlandsche Akademie van Wetenschappen. Afdeeling Natuurkunde 48(2): 152, en el año 1952. Se asemeja a los géneros de África oriental Hedythyrsus y Pseudonesohedyotis (Tennant 1965), que son pequeños arbustos y árboles pequeños, no como Nesohedyotis .
Sinonimia
- Hedyotis arborea Roxb.	basónimo
- Oldenlandia arborea (Roxb.) K.Schum. [4]